# Браничевци
Браничевци са славянско племе, населяващо земите около десния бряг на река Дунав (в днешна Източна Сърбия).
Браничевците са включени в българската държава от хан Крум през 805 г. През 818 година те решават да се отцепят от властта на хан Омуртаг и да се присъединят към Франкската империя, заедно с тимочаните и абодритите. Това принуждава българският владетел да потегли натам. Той опустошава земите им, отстранява вождовете на племето и налага свои верни хора. Така бунтът е потушен и браничевци отново са присъединени към България.